# Сеоски туризам
Сеоски туризам се може дефинисати као туризам који се одвија у селу. Агротуризам, сеоски и рурални туризам је врста туризма у коме туристи иду на села или фарме како би искусили сеоски живот. Појмови агротуризам, сеоски и рурални туризам се често мешају иако имају различито значење. Овај туризам укључује и учешће туриста у сеоским активностима као што су брига о животињама и усевима, кување и чишћење, занатство и забава.

## Опширније
Појам село  (Village), јавља се у периоду између 1350-1400. године у средњој Енглеској и средњој Француској, а потиче од латинске речи villāticum. Као именица представља малу заједницу или групу кућа у руралним подручјима, већу од засеока а мању од града.  Село се односи на карактеристике сеоског начина живота. Појам рурал/рурални се јавља нешто касније, 1375-1425. године, такође у средњој Енглеској и средњој Француској, а потиче од латинске речи rūrālis и  односи се на  живот у неурбаном подручју. Поистовећивање или разликовање појмова рурални и агротуризам знатно варира између земаља. У USD, појмови рурални и агротуризам су готово истоветни и односе се на простране руралне области са ранчевима и фармама. У државама Европске уније, разлике у руралном и агротуризму су значајне јер рурални простори имају изражене непољопривредне функције (развијају се шумарство, узгој ловних и риболовних врста, угоститељска делатност, занатство и друго). Рурални туризам  представља сеоски туризам у ширем смислу, а агротуризам  представља сеоски туризам у ужем смислу. Сеоски туризам се може дефинисати као скуп односа и појава које произилазе из путовања и боравка туриста у руралним подручјима. Рурални туризам представља туризам који се одвија у руралном подручју.
Код појашњавања концепта руралног туризма додатно треба објаснити:
1. Рурални ресурси: Реке, језера, планине, шуме....
2. Рурално наслеђе: Традиционална архитектура,историја, дворци, цркве..
3. Рурални начин живота: Локални догађаји, гастрономија, традиционална, музика....
4. Руралне активности: Јахање, бициклизам, пецање, пешачење, водени спортови..

Сеоско домаћинство као адаптирано (традиционално) домаћинство које је тако грађено да поштује амбијент и традицију градње.

### Рурално подручје
Рурално подручје се дефинише као подручје на коме је густина насељености становништва испод вредности од 150 становника/км2.
Рурална подручја представљају ређе насељене територије које су изван утицаја великих метропола и градова. Стилови живота у руралним/сеоским подручјима су другачији него у урбаним углавном због традиције, али и релативне лимитираности услуга, посебно, јавних услуга. Државне услуге као што су примена права, школе, библиотеке, и друго, могу бити лимитиране, удаљене или чак можда и недоступне руралним подручјима. Доступност воде, канализације, уличног осветљења и јавног управљања отпадом, често у руралним подручјима не постоје, или су веома ограничене. Јавни транспорт је такође ограничен или га уопште нема, већ су становници ових подручја упућени да користе сопствена возила, бицикле, запреге, и сл.